# 玛丽亚·苏埃伦·阿尔特曼
玛丽亚·苏埃伦·阿尔特曼（葡萄牙語：Maria Suelen Altheman，1988年8月12日—），巴西女子柔道运动员，2013年世界柔道锦标赛女子78公斤以上级银牌得主、2014年世界柔道锦标赛女子78公斤以上级银牌得主、2021年世界柔道锦标赛女子78公斤以上级和混合团体铜牌得主。